# Brachypteryx leucophris
El alicorto chico (Brachypteryx leucophris) es una especie de ave paseriforme de la familia Muscicapidae propia del sureste de Asia.

## Taxonomía
El alicorto chico fue descrito científicamente en 1827 por el zoólogo holandés Coenraad Jacob Temminck, con el nombre binomial de Myiothera leucophris. Posteriormente se trasladó al género Brachypteryx.
Se reconocen cinco subespecies:
- B. l. nipalensis Moore, F, 1854 -	se extiende desde el Himalaya oriental y el norte de Birmania al interior meridional de China;
- B. l. carolinae La Touche, 1898 -	se encuentra en el sur y sureste de China, el este de Birmania, el noreste de Tailandia y el norte de Indochina;
- B. l. langbianensis Delacour y Greenway, 1939 - está presente en el sur de Indochina;
- B. l. wrayi Ogilvie-Grant, 1906 -	se localiza en el centro y sur de la península malaya;
- B. l. leucophris (Temminck, 1828) - está diseminado por Sumatra, Java y las islas menores de la Sonda.

## Distribución y hábitat
Se extiende por montes y montaña del sureste de Asia, desde el Himalaya oriental hasta el sur de China, por la mayor parte del sudeste asiático, incluidas las isla de Sumatra, Java y las islas menores de la Sonda. Su  hábitat natural son los bosques húmedos tropicales de montaña.